# Targhe d'immatricolazione della Palestina
Le targhe d'immatricolazione della Palestina sono emesse dall'Autorità Nazionale Palestinese, che richiede ai residenti di registrare i propri veicoli a motore e di esporre regolarmente la targa identificativa. Attualmente sono in vigore due distinti sistemi di registrazione: uno per la Cisgiordania e uno per la Striscia di Gaza.
Le targhe palestinesi sono state introdotte nel 1994 dall'Autorità Nazionale Palestinese (appena creata a seguito degli accordi di Oslo). Prima dell'introduzione di questo sistema, le auto palestinesi utilizzavano targhe emesse dalle autorità israeliane e si distinguevano da quelle dei cittadini israeliani per colore e provincia di appartenenza.

## Sistema in uso

### Cisgiordania
Generalmente, le targhe di immatricolazione in Cisgiordania presentano la lettera latina "P", che sta per Palestina o Autorità Palestinese, nella banda laterale destra; al di sopra di essa, è riportata la lettera araba ف (Faa'), iniziale di Filastin (Palestina) o as-Sulta al-Filastiniyya (Autorità Palestinese).
Il Ministero dei trasporti dell'Autorità Nazionale Palestinese ha annunciato, a partire da luglio 2018, l'introduzione di un nuovo sistema di numerazione per i veicoli immatricolati. Secondo il nuovo metodo, le targhe avranno un numero identificativo composto da sei caratteri, comprendente cinque cifre e una lettera latina (a differenza del precedente sistema, che prevedeva una numerazione a sette cifre). Il cambiamento nel formato è stato reso necessario dal progressivo esaurimento delle combinazioni disponibili per il codice assegnato al governatorato di Ramallah.
Il nuovo sistema proposto prevede il formato #-####-X, in cui le prime cinque cifre seguono un ordine seriale. La lettera finale del numero varia in base al governatorato in cui il veicolo è stato registrato e può essere:
- Lettera A – Jenin
- Lettera B – Tulkarem
- Lettera C – Tubas
- Lettera D – Nablus
- Lettera E – Qalqilya
- Lettera F – Salfit
- Lettera G – Gerico
- Lettera H – Ramallah
- Lettera J – Gerusalemme
- Lettera K – Betlemme
- Lettera L – Hebron (governatorato di Hebron)
- Lettera M – Dura (governatorato di Hebron)
- Lettera N – Yatta (governatorato di Hebron)

Le seguenti lettere sono riservate per la Striscia di Gaza, ma non sono ancora state implementate, in quanto le autorità locali hanno adottato un formato differente a partire dal 2012:
- Lettera P – Gaza Nord (Jabalya)
- Lettera Q – Gaza
- Lettera R – Dayr al-Balah
- Lettera S – Khan Yunis
- Lettera T – Rafah

#### Formati e dimensioni
Le targhe di immatricolazione per gli autoveicoli privati in Palestina adottano uno standard di dimensioni pari a 520×110 mm, che rappresenta il formato ufficiale per i veicoli di tale categoria.

Per i veicoli importati che non sono in grado di ospitare una targa a una sola riga di dimensioni standard, viene utilizzato un formato alternativo conforme agli standard americani, con dimensioni pari a 300×150 mm.
Per quanto riguarda i motoveicoli, le targhe di immatricolazione seguono lo stesso formato delle targhe per gli autoveicoli, ma sono emesse in due diverse dimensioni, adattate alle esigenze specifiche della parte posteriore del motociclo.

Le targhe per motociclette sono disponibili in due versioni: una con design a una sola riga e dimensioni 200×100 mm, e una con design a due righe, con dimensioni di 165×165 mm.

#### Varianti

##### Trasporto pubblico

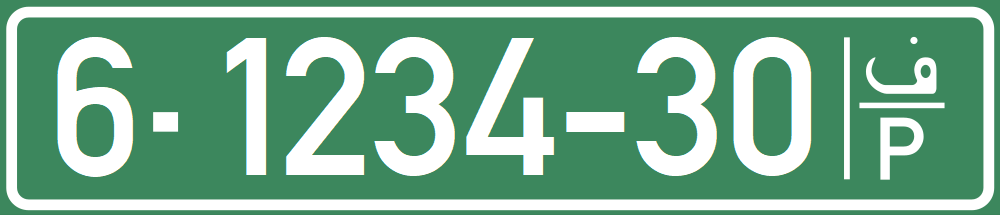
Formato per autobus e taxi

I veicoli per il trasporto pubblico, come i taxi, i taxi condivisi e gli autobus, sono dotati di targhe verdi con numeri bianchi.
Le targhe dei taxi terminano sempre con il numero "30".
Queste varianti sono in uso dal 1994 e non hanno subito modifiche nel 2018.

##### Veicoli delle autorità

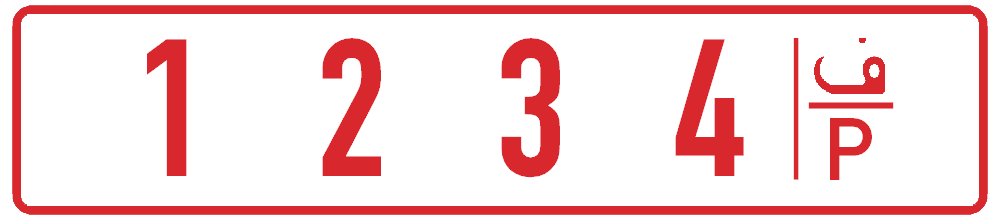
Formato per veicoli governativi

I veicoli appartenenti all'Autorità Palestinese, come le automobili ufficiali, le ambulanze, i veicoli dei vigili del fuoco, della polizia e della polizia militare speciale, utilizzano targhe bianche con numeri rossi nel formato XXXX, preceduti da zeri, sebbene nei primi anni di emissione di questo formato, fino al 2005, la forma e il design delle targhe fossero leggermente diversi.

### Striscia di Gaza
Fino al 2012, le targhe di immatricolazione nella Striscia di Gaza seguivano lo stesso formato utilizzato in Cisgiordania. Nel 2012, tuttavia, le autorità della Striscia di Gaza hanno sostituito le targhe dell'Autorità Nazionale Palestinese con un nuovo design. Le nuove targhe presentano una bandiera palestinese verticale sul lato destro, nel caso delle targhe in stile europeo, oppure una bandiera orizzontale nella parte superiore, per quelle in stile americano. Tutte le targhe hanno fondo bianco e tutti i numeri iniziano con la cifra "3".

## Sistema del 1994
Con l'implementazione degli Accordi di Oslo II e il trasferimento di alcune responsabilità civili in Cisgiordania e nella Striscia di Gaza dalla Amministrazione civile israeliana all'Autorità Nazionale Palestinese nel 1994, è stato introdotto un nuovo formato di targa per sostituire quello precedente emesso dalla stessa amministrazione israeliana.
Con il sistema del 1994, i veicoli privati erano dotati di targhe bianche con sette caratteri verdi nel formato Y-XXXX-ZZ dove:
- Y indicava il governatorato e poteva essere:
  - 1: Striscia di Gaza (governatorati di Gaza Nord, Gaza, Gaza Centrale, Khan Yunis e Rafah), per i veicoli immatricolati prima del 1995
  - 3: Striscia di Gaza (governatorati di Gaza Nord, Gaza, Gaza Centrale, Khan Yunis e Rafah), per i veicoli immatricolati dopo il 1995
  - 4: Cisgiordania Settentrionale (governatorati di Jenin, Nablus, Qalqilya, Salfit, Tubas e Tulkarm), per i veicoli immatricolati prima del 1995
  - 5: Cisgiordania Centrale (governatorati di Ramallah, Gerusalemme e Gerico), per i veicoli immatricolati prima del 1995
  - 6: Cisgiordania Centrale (governatorati di Ramallah, Gerusalemme e Gerico), per i veicoli immatricolati dopo il 1995
  - 7: Cisgiordania Settentrionale (governatorati di Jenin, Nablus, Qalqilya, Salfit, Tubas e Tulkarm), per i veicoli immatricolati dopo il 1995
  - 8: Cisgiordania Meridionale (governatorati di Betlemme e Hebron), per i veicoli immatricolati prima del 1995
  - 9: Cisgiordania Meridionale (governatorati di Betlemme e Hebron), per i veicoli immatricolati dopo il 1995
- XXXX poteva essere qualsiasi numero a 4 cifre.
- ZZ poteva essere:
  - Per i veicoli privati (ma solo quando il codice distrettuale era 1, 4, 5 o 8):
    - 77-79 per i veicoli immatricolati dal 1967 al 1969
    - 70-76 per i veicoli immatricolati dal 1970 al 1976
    - 37-39 per i veicoli immatricolati dal 1977 al 1979
    - 40-49 per i veicoli immatricolati dal 1980 al 1989
    - 90-95 per i veicoli immatricolati dal 1990 al 1995

  - 99 per i veicoli appartenenti all'Autorità Palestinese
  - 30 per i veicoli a noleggio pubblico
  - 31 per i veicoli esenti da dazi e imposte (come le ambulanze)
  - 32 per i veicoli in leasing con estensione

Dai primi anni di emissione di questo formato fino al 2005, la forma e il design della targa erano leggermente diversi. La posizione e lo stile della lettera araba "ف" e della lettera inglese "P" sul lato destro variavano, con la lettera araba posizionata in basso e la "P" in alto. La targa presentava anche un'aquila verde di Saladino in rilievo, che rappresenta l'emblema ufficiale della Palestina.
Questo sistema è stato dismesso nel 2012 per i veicoli della Striscia di Gaza e nel luglio del 2018 per i veicoli della Cisgiordania.

### Formati e dimensioni
Le targhe per i veicoli privati, secondo il sistema del 1994, adottarono un formato standard di 520×110 mm. Per i veicoli importati che non potevano ospitare una targa a una sola riga di dimensioni standard, fu introdotto un formato alternativo conforme agli standard americani, con dimensioni di 300×150 mm.
Per quanto riguarda le targhe dei motoveicoli, queste erano disponibili in due versioni: una con design a una sola riga e dimensioni 200×100 mm, e una con design a due righe, con dimensioni di 165×165 mm.
Queste dimensioni furono successivamente mantenute anche per i veicoli immatricolati nei sistemi successivi.

## Circolazione internazionale
La prima vera circolazione transfrontaliera delle auto con targhe verdi palestinesi risale al 2008 in occasione dell'abbattimento del muro delimitante la frontiera tra Gaza e l'Egitto. 
In precedenza, le auto con targhe verdi palestinesi hanno circolato tra Gaza e la Cisgiordania attraversando il territorio israeliano; non è mai stato permesso a tali auto circolare nella zona di Gerusalemme Est.

## Galleria d'immagini

Targhe automobilistiche usate dall'Autorità Nazionale Palestinese
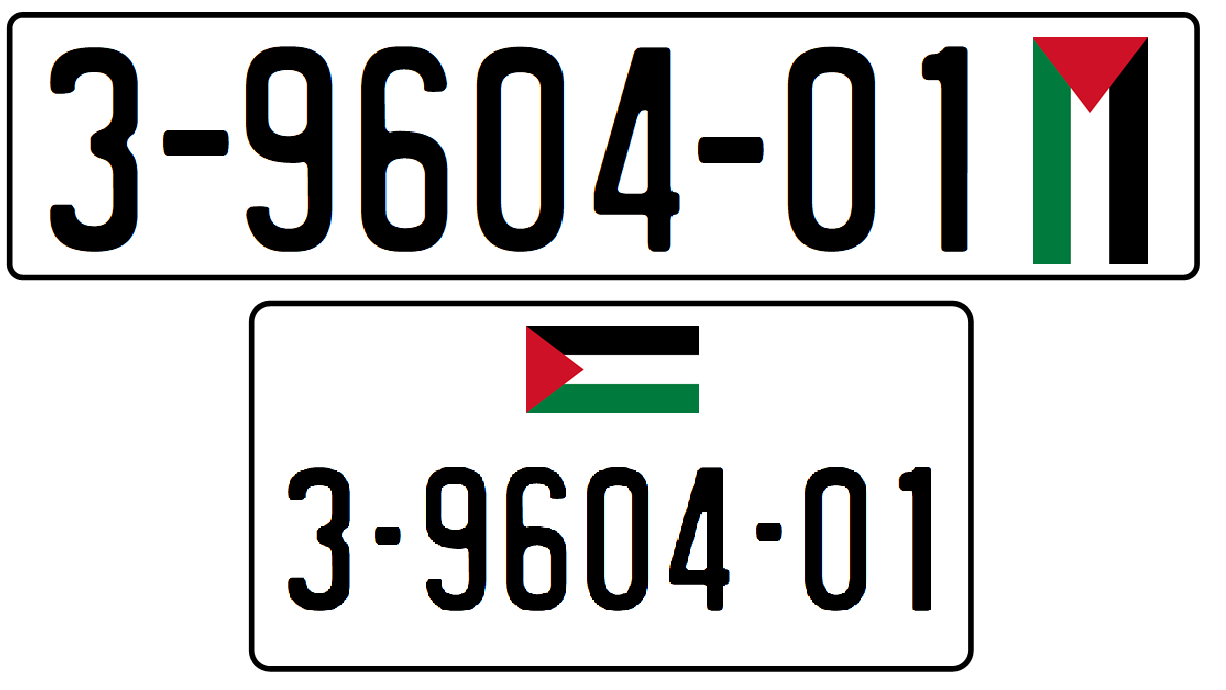
Targhe automobilistiche immatricolate nella Striscia di Gaza
Targhe automobilistiche per i cittadini palestinesi